# Salvador Allende
Salvador Guillermo Allende Gossens, čilski politik, * 26. junij 1908, Valparaíso, Čile, † 11. september 1973, Santiago de Chile, Čile.
Salvador Allende je bil v svojem političnem življenju poslanec, minister za zdravstvo, senator in predsednik Čila (1970-1973). Bil je prvi socialistični predsednik, izvoljen na demokratičnih volitvah v Latinski Ameriki. 11. septembra 1973 je vojska pod vodstvom generala Augusta Pinocheta izvedla krvav državni udar, za katerim je po tihem stala vlada Združene države Amerike (ZDA) in Centralna obveščevalna agencija (CIA). Po zasedbi vladne palače pa naj bi Allende storil samomor. Natančne okoliščine njegove smrti pa še do danes niso povsem pojasnjene.

## Zgodnje življenje
Allende se je rodil 26. junija 1908 v Santiagu . Bil je sin Salvadorja Allendeja Castra in Laure Gossens Uribe. Družina Allende je pripadala čilskemu zgornjemu srednjemu razredu in je imela dolgo tradicijo političnega sodelovanja v progresivnih in liberalnih krogih. Njegov dedek je bil pomemben zdravnik in socialni reformist, ki je v Čilu ustanovil eno od prvih sekularnih šol.  Salvador Allende je bil baskovskega  in belgijskega  porekla.
Allende je obiskoval srednjo šolo v Liceu Eduardo de la Barra v Valparaísu. Na najstnika je glavni intelektualni in politični vpliv izvajal čevljar Juan De Marchi, anarhist, rojen v Italiji. Allende je bil v mladosti nadarjen športnik, bil je član športnega kluba Everton de Viña del Mar (imenovan po bolj znanem angleškem nogometnem klubu z istim imenom), kjer je bil odličen pri skoku. Leta 1933 je Allende diplomiral na Čilski univerzi. V tem času na medicinski šoli je na Allendeja vplival profesor Max Westenhofer, nemški patolog, ki je poudarjal socialne determinante bolezni in socialne medicine. 

## Politična kariera
Politična kariera Salvadorja Allendeja je trajala več kot 40 let. Še kot študent na medicinski fakulteti je bil zaprt zaradi svojih radikalnih političnih stališč. Njegovo politično kariero lahko razdelimo na dve obdobji, obdobje od leta 1933 do 1970 in od leta 1970, ko je postal predsednik, do njegove odstranitve z oblasti z vojaškim udarom leta 1973. 

### Obdobje od leta 1933 do 1970
Socialistično partijo osnuje leta 1933 in postane njen voditelj. V začetku politične kariere je pomagal vladi Narodne fronte in bil v njej od leta 1938 do 1941 minister za zdravje, leta 1945 postane senator, potem je bil izbran za podpredsednika in zatem za predsednika senata. Kot kandidat levice in vodja Fronte narodne akcije je neuspešno sodeloval na volitvah leta 1952, 1958 in 1964. 

### Obdobje od leta 1970 do 1973
Kot kandidat levice, Gibanja narodne enotnosti, ki so ga osnovali socialisti, komunisti, radikalci in demokrščanski disidenti, je septembra 1970 zmagal na volitvah s 36,3% glasov in začel mandat 3. novembra 1970 ter tako postal 29. predsednik Čila. Začel je program neodvisnosti, razvoja in usmerjenosti države k socializmu preko procesa postopnih in demokratičnih družbenih sprememb.
Allende je bil prvi marksistični politik izbran za predsednika države na volitvah. S svojo politiko agrarne reforme, nacionalizacije rudnih bogastev in pravične razdelitve bogastva je močno ogrozil interese buržoazije in tujih, posebej ameriških družb. 
V času vojaškega urada 11. septembra 1973 je naredil samomor. Bil je dobitnik Leninove nagrade za mir leta 1973. 

### Vojaški udar v Čilu leta 1973
Leta 1973, v upanju, da se bo uprl največji gospodarski katastrofi v zgodovini Čila, se Allende in njegova vlada poskušata izvleči iz stagnacije. Rezultat je bila hiperinflacija, ki je izzvala veliko nezadovoljstvo pri ljudeh. V takih okoliščinah je predsednik Allende, ki je verjel, da je lojalen oficir, razglasil Pinocheta za poveljnika vojske. Ta je 11. septembra istega leta izvedel državni udar ob vojaški pomoči ZDA od (10,9 milijonov dolarjev).
Istega dne, pri obrambi predsedniške palače, je Salvador Allende naredil samomor, 72 njegovih najbližjih sodelavcev pa so ujeli in jih postrelili. Ustanovljena je bila vojaška hunta, vlada sestavljena iz izbranih ljudi, ki so poveljevali državnemu udaru, z Avgustom Pinochetom na čelu. Hunta je razglasila izredno stanje in razpustila parlament. Pinochet je, da bi uničil marksistično preteklost Čila, takoj ustanovil tajno policijo z imenom Uprava nacionalne obveščevalne službe ali DINA, ki se je hitro infiltrirala v vse pore čilske družbe z nalogo, da ujame vse Allendejeve pristaše in nasprotnike režima. DINA je ustanovila tajna taborišča, v katerih je zverinsko mučila in ubijala zapornike. V prvih mesecih Pinochetove oblasti so bili zapori in taborišča tako polni, da so za ta namen uporabljali tudi športne stadione, ladje in vojaške komplekse. Ocenjujejo, da je bilo po njihovem nalogu zajetih 130.000 Čilencev in tujih državljanov, od katerih so mnoge mučili in ubili.
Leta 1976 je na oblast v ZDA prišel Jimmy Carter, ki je obtožil Pinocheta za zločine, kot tudi za umor Orlanda Letelijera, ki je bil čilski ambasador v ZDA, obrambni minister v vladi Salvadorja Allendeja in kasneje borec za obnovo demokracije v Čilu, kar je bil povod za poslabšanje odnosov med ZDA in Čilom. Leta 1977 je Komisija za človekove pravice Združenih narodov prvič obsodila Pinochetov režim za kršenje človekovih pravic. Pinochet se ni oziral na to, ampak sprejel zakon o amnestiji in s tem zaščitil vse oficirje, ki so kršili človekove pravice. Odredil je tudi, da se prikrijejo dokazi o tem. Več stot trupel je bilo ekshumirano in odvrženo v Tihi ocean.

## Zunanji odnosi v času Allendejevega predsedovanja
Allendejeva vlada je poskušala vzdrževati normalne odnose z Združenimi državami. Toda, ko je Čile nacionaliziral industrijo bakra, je Washington prekinil kredite in povečal podporo opoziciji. Čile si prizadeval poiskati nadomestne vire trgovine in financ in se zbližal s Sovjetsko zvezo, ki se je zavezala, da bo v naslednjih šestih letih vložila približno 400 milijonov dolarjev. Allendejeva vlada je bila razočarana, saj je prejela precej manj gospodarske pomoči ZSSR kot je upala. Trgovina med državama se ni bistveno povečala in posojila so bila povezana predvsem z nakupom sovjetske opreme. Poleg tega so bili krediti iz Sovjetske zveze veliko manjši od tistih, ki so bili zagotovljeni Ljudski republiki Kitajski in državam Vzhodne Evrope. Ko je Allende ob koncu leta 1972 obiskal ZSSR v iskanju več pomoči in dodatnih kreditnih linij, je bil po treh letih zavrnjen. 

### Odnosi Jugoslavije in Čila
Jugoslavija je imela tradicionalno dobre odnose s Čilom, ki so se še poglobili s prihodom Allendeja na mesto predsednika Čila. Bil je velik prijatelj Jugoslavije in predsednika Tita, Čile pa je bil tudi član gibanja neuvrščenih. V tem obdobju je bilo sodelovanje med državama na vrhuncu, tako na gospodarskem, političnem kot tudi na trgovinskem področju.
Po izvedenem vojaškem prevratu generala Augusta Pinocheta, Jugoslavija ni priznala nasilno vzpostavljeno vlado vojaške hunte in prekinila diplomatske odnose s Čilom. Odnosi so bili na konzularnem nivoju. 
V spomin na Salvadorja Allendeja so mesta širom bivše Jugoslavije imenovala po njem ulice, v Srbiji so v Beogradu, Nišu, Somboru, Preševu in Kruševcu, tudi v Ljubljani je Allendejeva ulica. 

## Smrt
Tik pred zajetjem La Monede (predsedniške palače), s pištolo in eksplozijami jasno slišanimi v ozadju, je imel Allende svoj poslovilni govor v živo na radiu, ko je govoril o sebi v preteklem času, o njegovi ljubezni do Čila in njegovi globoki veri v njeno prihodnost. Povedal je, da njegova zaveza Čilu mu ni omogočila enostavnega izhoda in ga ne bi uporabili kot propagandno orodje tistih, ki jih je imenoval "izdajalci" (zavrnil je ponudbo varnega prehoda), kar jasno pomeni, da se je nameraval boriti do konca. 
Kmalu zatem so predstavniki državnega udara napovedali, da je Allende storil samomor. Uradna izjava pravi, da je bilo orožje, ki ga je uporabil, avtomatska puška. Pred smrtjo so ga  večkrat fotografiral s puško AK-47, darilom Fidela Castra.  Z njo je bil najden mrtev, v skladu z današnjimi izjavami, ki so jih podali uradniki režima Pinocheta.
Vztrajni dvomi o načinu Allendejeve smrti so se ohranili v celotnem obdobju Pinochetovega režima. Veliko Čilencev in neodvisnih opazovalcev je zavrnilo razlago vladne različice dogodkov ob špekulaciji, da so Allendeja umorili vladni predstavniki. Ko se je leta 2011 na čilskem sodišču začela kazenska preiskava o okoliščinah Allendejeve smrti, Pinocheta že dolgo ni na oblasti, Čile pa je medtem postal ena najstabilnejših demokracij v Ameriki po indeksu demokracije The Economist.

### Polemike okoli smrti Salvadorja Allendeja
Posmrtni ostanki Salvadorja Allendeja so bili izkopani v maju 2011 v okviru preiskave začete 27. januarja 2011 s ciljem ugotoviti resnico o tem ali je bil ubit ali je naredil samomor. Allende je bil najden mrtev z rano od naboja v presedniški palači Moneda po državnem udaru generala Augusta Pinocheta 11. septembra 1973. 
Orožje ni bilo najdeno, mrtvega Allendeja njegova žena in hčere nikoli niso videle. Na hitro so ga pokopali v grobnici njegovega sorodnika, z državnimi častmi je bil ponovno pokopan leta 1990 po končanju vladavine vojaške hunte. 
Salvador Allende je bil končno tretjič pokopan v krogu svoje družine v Santiagu, po tem ko so rezultati uradne avtopsije pokazali, da je naredil samomor v času vojaškega udara. Kljub temu nekateri še naprej menijo, tudi Fidel Castro, da je bil ubit.

## Družina
Znani sorodniki Salvadorja Allendeja so njegova hčerka Isabel Allende (političarka) in njegova druga nečakinja Isabel Allende (pisateljica), drugi vnuki in hči iz bližnje družine kot Jurado Allende. drugi vnuk rojen na Kubi s priimki Fernandez Allende

## Spomin
Spomenik posvečen Allendeju je kip pred Palacio de la Moneda. Postavitev kipa ni bila brez polemik, saj stoji ob vzhodnem robu Plaza de la Ciudadanía, trg s spomeniki številnih čilskih državnikov. Vendar pa kip ne stoji na trgu ampak na pločniku in je obrnjen proti vhodu na palačo.
Allende je pokopan na splošnem pokopališču v Santiagu.  Njegov grob nenehno obiskujejo tujci in domačini.
V Nikaragvi se po njem imenuje turistično pristanišče glavnega mesta Managua, prvega socialističnega predsednika Latinske Amerike. Port Salvador Allende je v bližini mestnega središče Manague.
Njegova zlomljena očala so od leta 1996 v Čilskem narodnem muzeju, ko jih je prinesla ženska, ki jih je leta 1973 našla v La Monedi. 
Po njem so poimenovane ulice širom po svetu.

## Druga literatura
- Comite central del Partido comunista de Cuba: Comisión de orientación revolucionaria. Rencontre symbolique entre deux processus historiques [i.e., de Cuba et de Chile]. La Habana, Cuba: Éditions polituques, 1972.
- Mala Prosvetina Encikolpedija, redakcioni odbor Oto Bihalji-Merin i drugi, Ljubljana Mladinska Knjiga, 1986 godina,
- Leksikon, grupa autora, Jugoslovenski Leksikografski Zavod Zagreb, 1974 godina,
- Diplomatsko konzularno pravo, Nenad Avramović, Privredna Akademija Novi Sad, 2006. godina ISBN 86-84613-57-0